# 54598 Bienor
54598 Bienor este o planetă minoră (asteroid), cu un diametru de 187,5 km, din Centaur. A fost descoperită pe 27 august 2000 la Observatorio de Cerro Tololo⁠(d) de Deep Ecliptic Survey⁠(d). 
Obiectul prezintă o orbită caracterizată de o semiaxă mare de 16,583998543787 UAi, o excentricitate de 0,201, o înclinație de 20,762 ° în raport cu ecliptica.